# 어린갑

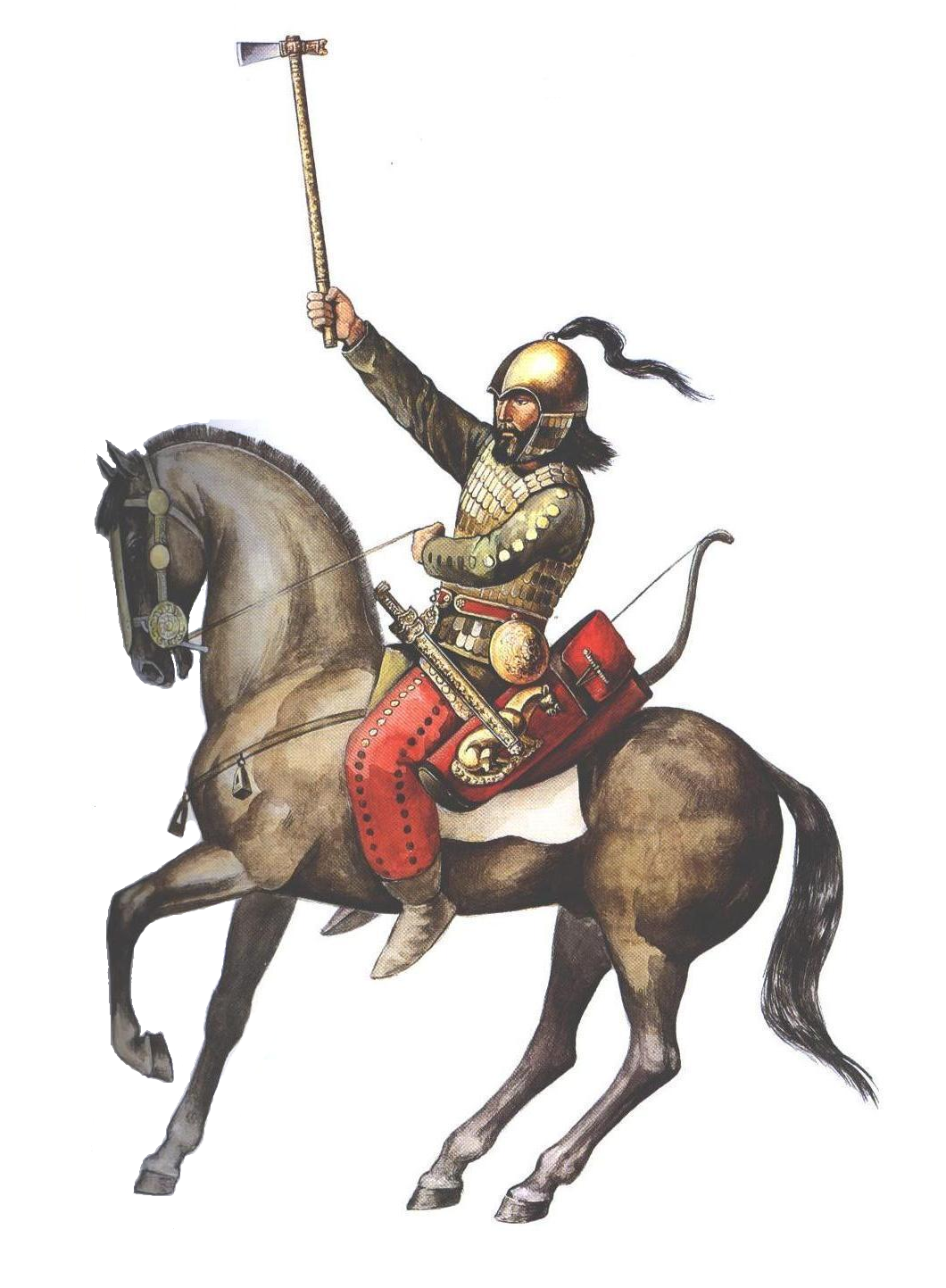
어린갑으로 무장한 스키타이의 전사.

어린갑(魚鱗甲, scale armour) 또는 비늘 갑옷은 미늘 조각을 물고기 비늘처럼 붙여 만든 갑옷이다. 한자 魚는 "물고기"라는 뜻이고, 鱗은 "비늘"이라는 뜻이다. 영어 scale은 "비늘"이라는 뜻이다. 영어나 중국어와 달리, 한국어에서는 비늘 갑옷이 어린갑뿐만 아니라, 찰갑을 의미할 때도 있다. 다양한 문화권의 싸움꾼들과 군마들이 갖춰 입었으며, 어린조각의 재료는 청동, 철, 생가죽, 가죽, 뿔, 천산갑 비늘 등 다양했다. 어린갑은 찰갑, 판갑과 함께 가장 오래된 형태의 갑옷 중 하나이다. 직물이나 가죽으로 만들어진 옷에 직접 미늘 조각을 꿰어붙인다는 점에서 미늘 조각들끼리만 꿰어서 옷 위에 걸쳐입는 찰갑과 구분된다.
고대 중국의 시집인 《시경》에서부터 말이 어린갑을 입었다는 기록이 나타난다.
스키타이의 기마전사들은 어린갑 또는 찰갑을 갖추어 입었는데, 쿠르간의 매장 유적지에서 많이 발견된다. 이들의 갑옷은 작은 철조각 또는 청동조각을 꿰메어 만들어졌다. 스키타이인들은 특이하게도 여성들 중 20% 가량이 갑옷을 입은 상태로 무덤에서 발견되는데, 아마 이것이 그리스의 아마존 신화의 기원이 된 것이 아닌지 추측된다.
고대 로마에서도 어린갑이 사용되었는데, 이때 갑옷을 만드는 데 사용되는 비늘조각들은 스쿠아마에(squamae) 또는 스쿠아마(squama)라고 불리었다. 로마의 어린갑인 로리카 스쿠아마타는 쇄자갑인 로리카 하마타와 함께 널리 사용된 갑옷이었다. 페르시아 제국이나 비잔틴 제국 같은 중동의 제국들에서도 어린갑은 광범하게 사용되었다. 중동 제국들의 어린갑은 타격무기에 대한 방호력을 높이기 위해 비늘조각이 움푹한 모양으로 만들어졌다.
헤로도토스에 따르면, 고대 페르시아인들은 소매의 색까링 다양한 튜닉을 입었고, 그 위에 물고기 비늘 모양의 갑옷을 입었다고 한다. 이것은 의심할 여지 없이 어린갑을 가리키는 것이다.
일본에서는 찰갑이나 어린갑의 찰 조각을 코자네(小札)라고 했다. 일본의 어린갑은 교린 코자네라고 하며, 그 기원은 후지와라 시대(11세기)로 거슬러 올라간다. 교린 코자네는 무두질한 가죽을 끓여서 단단하게 만든 뒤 그것을 두들겨 부수어서 찰로 사용한 것으로, 일본 갑옷 중에는 원시적인 축에 속한다.
한반도에서는 조선 후기에 나타난 갑옷 양식으로, 사용되는 금속 찰의 종류에 따라 두석린갑(豆錫鱗甲), 도금동엽갑(塗金銅葉甲) 등으로 세분화된다. 목면을 서너 겹으로 겹친 뒤 그 안에 비단이나 삼승포를 덧대고 목면 표면에 황동으로 만든 비늘을 리벳으로 촘촘히 박는다. 갑옷 어깨 부분에는 용 모양의 견철이 달려 있고 갑옷 테두리에는 모피 털을 둘렀다. 이때 비늘을 그냥 황동, 붉은 칠한 황동, 검은 칠한 황동을 번갈아 사용하면 두석린갑, 도금한 비늘을 사용하여 황금 갑옷을 만들면 도금동엽갑이라고 부른다. 이것들은 황동으로 만들었기 때문에 기본적으로 방호력이 낮고, 비늘 구조 때문에 외부 충격을 분산시키기도 어려운 비실용적인 갑옷이었다. 때문에 고위 장수의 의전용으로만 사용되었다. 고려대학교 박물관에 보존 상태가 최상인 두석린갑이 한 점 소장되어 있다.

## 그림판

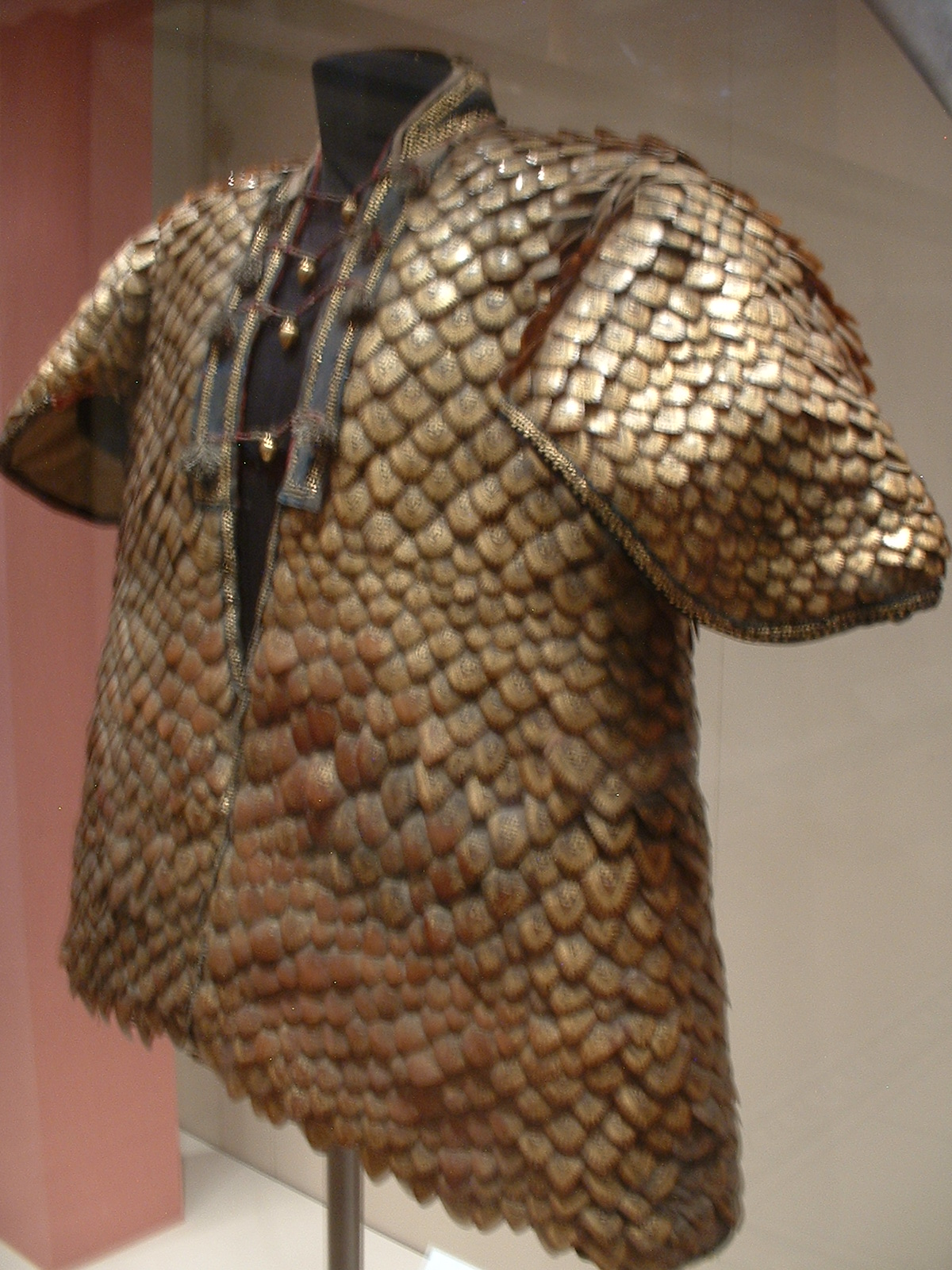
19세기 인도의 황금 어린갑.
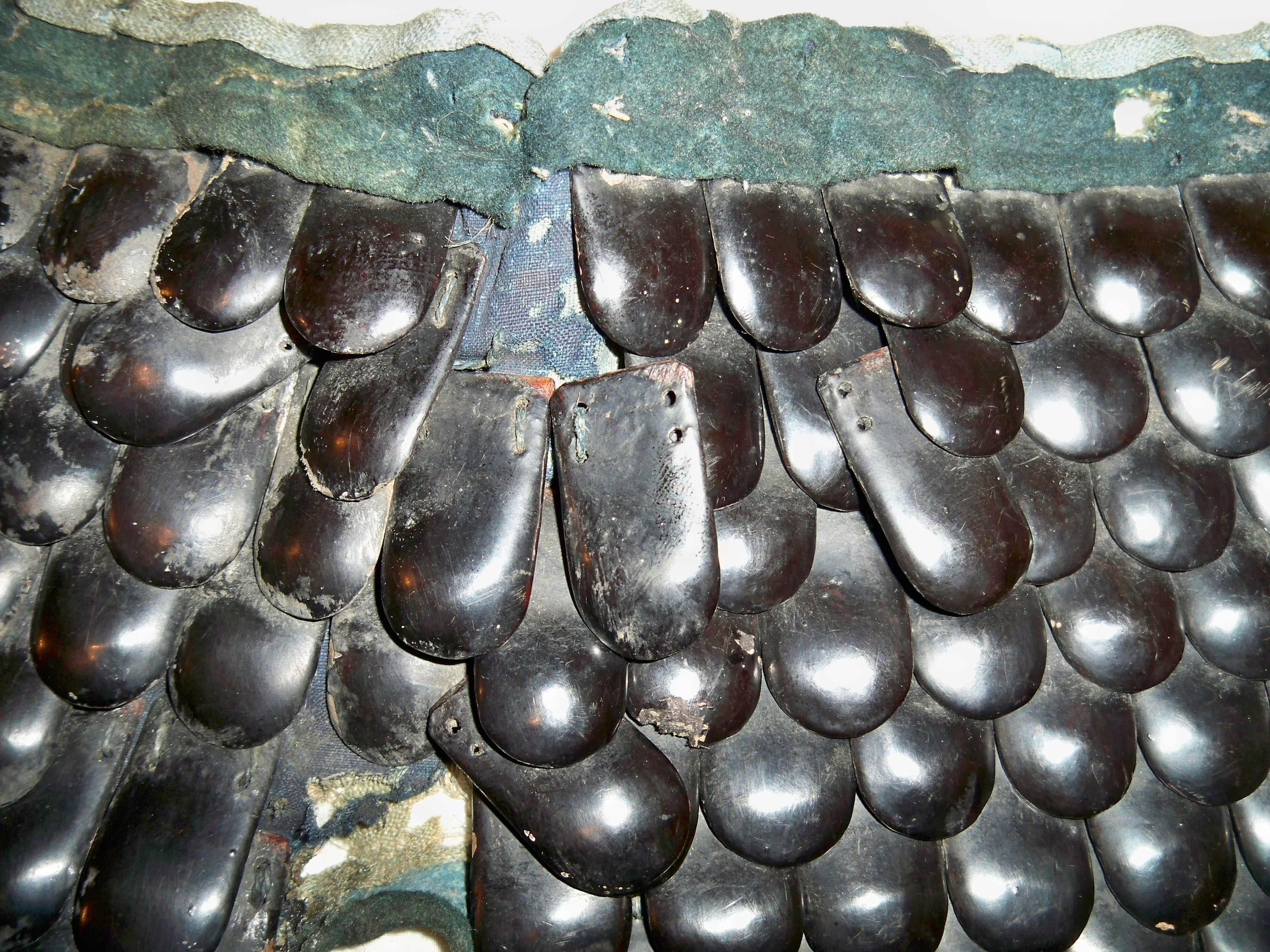
일본의 교린 코자네.
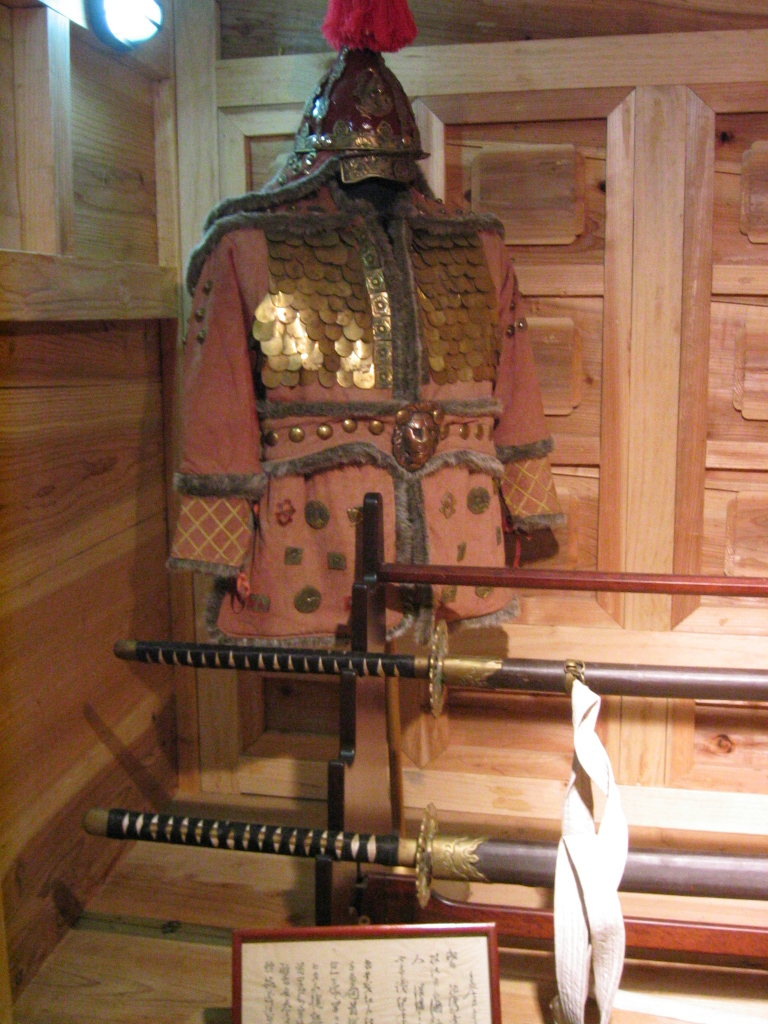
조선의 도금동엽갑.
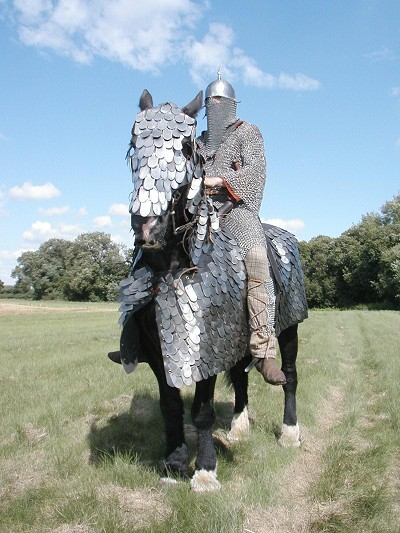
말에게 어린갑 마갑을 입힌 사산 제국의 철갑기병.
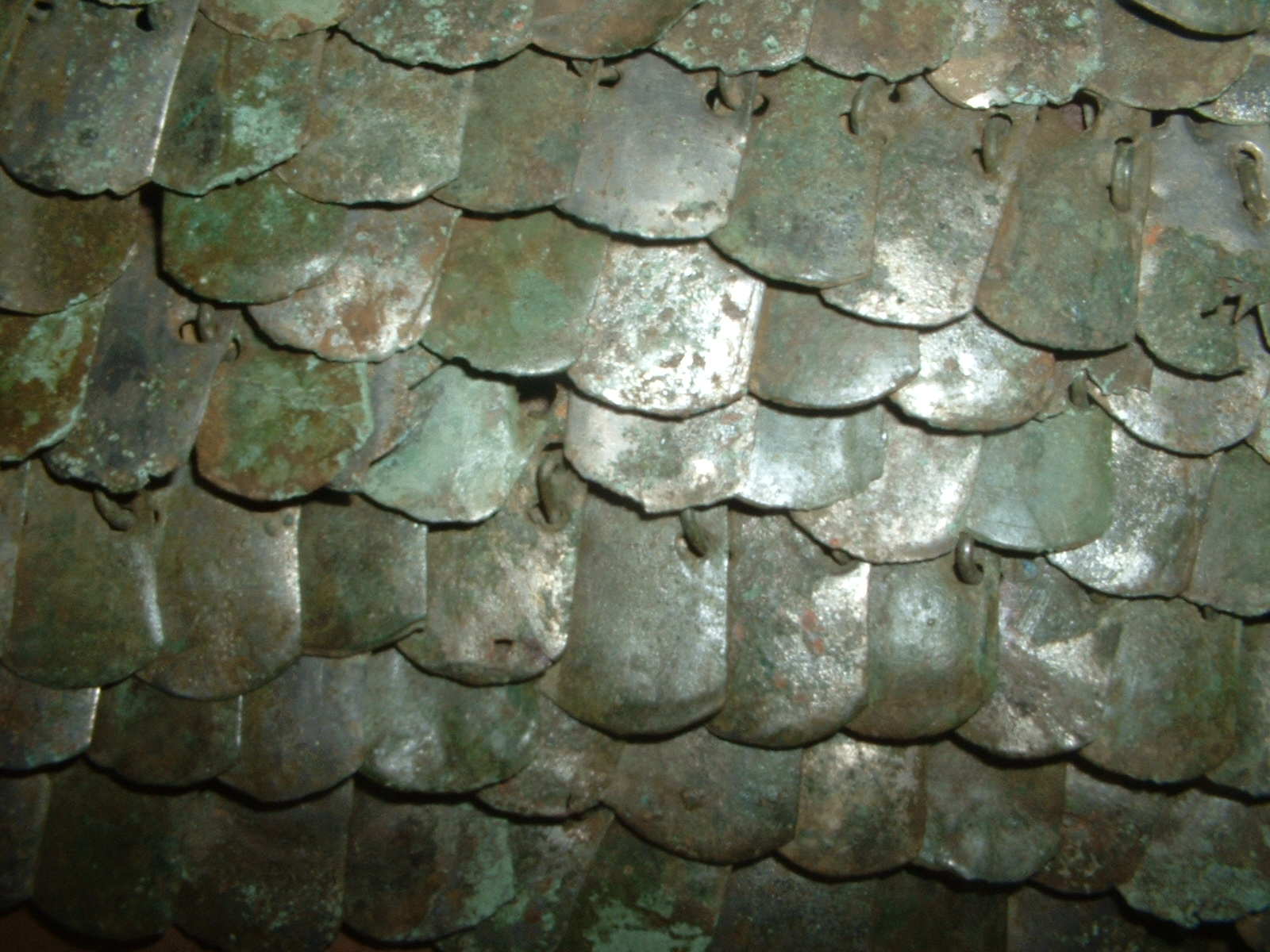
고대 로마의 군복인 로리카 스쿠아마타.
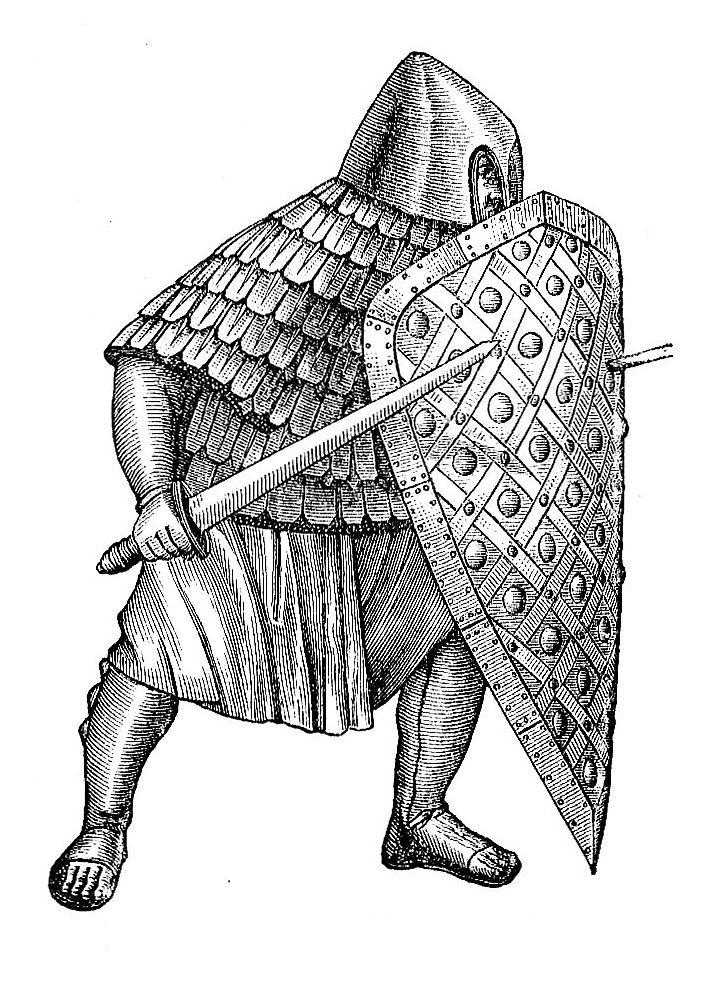
프랑크 왕국(카롤링거 왕조)의 보병.
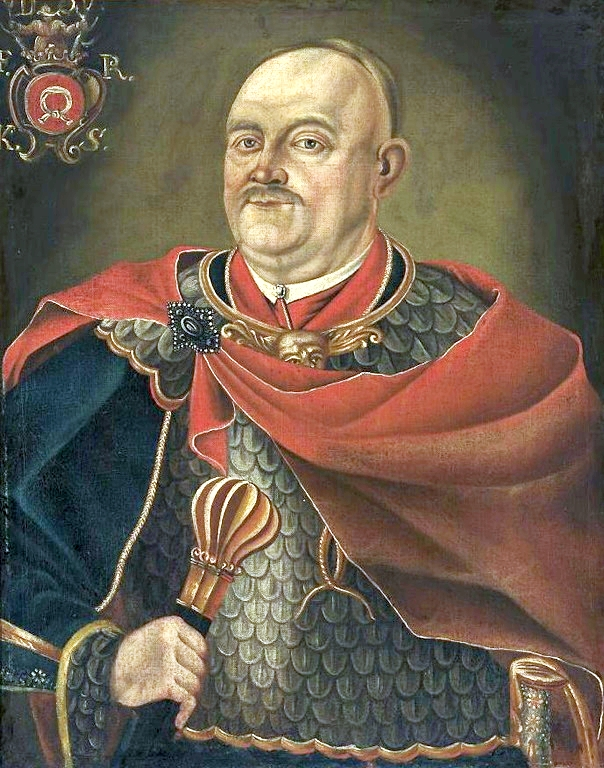
어린갑을 입은 18세기 폴란드 귀족.